# Metachroma suturale
Metachroma suturale är en skalbaggsart som beskrevs av J. L. Leconte 1858. Metachroma suturale ingår i släktet Metachroma och familjen bladbaggar. Inga underarter finns listade i Catalogue of Life.